# Maurice Bucaille
Maurice Bucaille (* 19. Juli 1920 in Pont-l’Évêque; † 17. Februar 1998) war ein französischer, auf Gastroenterologie spezialisierter Arzt und Privatgelehrter. Er war zeitweise Leibarzt der Familie von König Faisal von Saudi-Arabien sowie der Familie des ägyptischen Präsidenten Anwar el-Sadat.
1976 veröffentlichte Bucaille das umstrittene Werk La Bible, le Coran et la science (dt. Bibel, Koran und Wissenschaft), in welchem er seine Ansichten über die jüdisch-christliche Offenbarung und den Koran darlegte. Das Buch wurde in 17 Sprachen übersetzt, unter anderem ins Deutsche und Englische. Es begründete die in der islamischen Welt populäre Schule des „Bucaillismus“,  der zufolge der Koran etwa 1200 Textstellen enthalten soll, die Erkenntnisse der modernen Wissenschaft vorwegnehmen. Die These wird von westlich-säkularen Naturwissenschaftlern abgelehnt. Verschiedenen Quellen zufolge konvertierte Bucaille nach der Publikation des Buches zum Islam, was er selbst aber bestritten haben soll.
Bucailles Buch Les momies des Pharaons et la médecine wurde 1988 beim von der Académie Française verliehenen Diane-Potier-Boès-Preis mit einer Silbermedaille ausgezeichnet.
Einige Aussagen seines Buches Moses und Pharao werden von Ägyptologen kritisiert. Bucailles Behauptung, man könne vom Fund des Namens „Haman“ in ägyptischen Hieroglyphen auf den göttlichen Ursprung des Koran schlussfolgern, bezeichnet etwa Erhart Graefe von der Westfälischen Wilhelms-Universität als „lärmenden Unsinn“.